# KBS Kyoto
KBS Kyoto (Kyoto Broadcasting System) – japońska stacja telewizyjna. Została założona w 1962 roku.